# Minuscule
Minuscule es un DVD lanzado al mercado el 10 de noviembre de 2003[cita requerida] por la cantante y compositora islandesa Björk. Este DVD tiene una duración de 70 minutos[cita requerida] está dividido en 7 secciones que muestran la trastienda de la gira de Björk en 2001. El recorrido abarca teatros alrededor del mundo y su gira de Vespertine en 2001.
Este documental incluye entrevistas con la arpista Zeena Parkins, el coro inuit de Groenlandia, ingenieros de sonido, Matmos y una entrevista con Björk sobre sus grabaciones y giras.
Este documental forma parte de los cuatro publicados en el 2003: Southbank, Inside Björk, Minuscule y Medúlla making.
Muchas de las canciones que se incluyen se oyen de fondo y van desde los primeros trabajos de Björk hasta el último.

## Secciones
| Documental |              |          |  |
| N.º        | Título       | Duración |  |
| 1.         | «Prologue»   | 6:02     |  |
| 2.         | «Preparing»  | 27:34    |  |
| 3.         | «Performing» | 12:19    |  |
| 4.         | «Touring»    | 9:07     |  |
| 5.         | «Epilogue»   | 15:39    |  |

| Canciones |                       |          |  |
| N.º       | Título                | Duración |  |
| 1.        | «All is full of love» |          |  |
| 2.        | «An echo, a stain»    |          |  |
| 3.        | «Generous palmstroke» |          |  |
| 4.        | «Aurora»              |          |  |
| 5.        | «It's not up to you»  |          |  |
| 6.        | «Cocoon»              |          |  |
| 7.        | «Unison»              |          |  |
| 8.        | «It's in our hands»   |          |  |

## Personal
- Arreglos de beat – Matmos
- Arreglos de arpa – Björk, Zeena Parkins
- Coro – Coro inuit
- Director de orquesta, arreglos (Orquestra) – Simon Lee
- Diseño – M/M (Paris)
- Electrónica, palmas – Drew Daniel
- Director – Ragnheiður Gestsdóttir
- Arpa, arpa eléctrica, Celeste, acordeón, palmas – Zeena Parkins
- Orquesta – Il Novecento Orchestra
- Sintetizador, grabado por Field Recordings , cymbal, ruidos (Rock Salt, barajeo de cartas, pelo amplificado, fabric) guitarra acústica, agitador, palmas – M.C. Schmidt